# Щасливчик Гілмор
«Щасливчик Гілмор» (англ. Happy Gilmore) — американська комедія режисера Денніса Дугана, що вийшла 1996 року. У головних ролях Адам Сендлер (був також сценаристом), Крістофер Мак-Дональд, Джулі Боуен та Карл Везерс.

## Сюжет
«Щасливчик» Гілмор усе своє життя полюбляв хокей, хоч і не мав до нього здібностей, але завдяки випадку став грати у гольф. Та заради перемог в гольфі, щоб розрахуватися з боргами, йому доводиться стати набагато стриманішим і тактовнішим.

## У ролях
| Актор                 | Роль                                            |
| --------------------- | ----------------------------------------------- |
| Адам Сендлер          | «Щасливчик» Гілмор                              |
| Крістофер Мак-Дональд | «Стрілець» Макгевін                             |
| Джулі Боуен           | Вірджинія Веніт                                 |
| Карл Везерс           | Дерік «Чаббс» Петерсон                          |
| Франсіс Бей           | бабуся Гілмора                                  |
| Аллен Коверт          | Отто, бездомний чоловік, який стає кеді Гілмора |
| Кевін Нілон           | Гері Поттер                                     |
| Пітер Келаміс         | кеді Поттера                                    |
| Річард Кіл            | містер Ларсон                                   |
| Денніс Дуган          | Дуг Томпсон, комісар гольф-туру                 |
| Джо Флаерті           | фанат Макгевіна                                 |
| Вілл Сассо            | вантажник                                       |
| Лі Тревіно            | (в ролі самого себе)                            |
| Боб Баркер            | (в ролі самого себе)                            |
| Бен Стіллер           | доглядальник-садист                             |

## Критика
Фільм мав комерційний успіх, отримавши більше схвальних відгуків. На Rotten Tomatoes його оцінки 62% на основі 55 відгуків від критиків і 85% від більш ніж 250 000 глядачів.